# Katamenes radoszkovskii
Katamenes radoszkovskii är en stekelart som beskrevs av Blüthgen 1962. Katamenes radoszkovskii ingår i släktet Katamenes och familjen Eumenidae. Inga underarter finns listade i Catalogue of Life.